# Книжкова толока в Миколаєві
«Книжкова толока» — щорічний літературний фестиваль, культурно-мистецький проект, що з 2007 року проводиться в місті Миколаєві Львівської області. Організатор фестивалю — громадський діяч, аніматор літературного процесу і підприємець Любов Хомчак.

## Історія
ХІ «Книжкова толока», що відбулася 17—19 березня 2017, була присвячена 100-річчю Української революції 1917—1921 років.
У 2016 на фестиваль з'їхалися понад сто літераторів і двадцять видавництв із України. Під час трьох днів фестивалю проводилася продажа книжок, конференції, лекції, дискусії, круглі столи, літературні зустрічі, майстер-класи, літературне кафе, книжкова лотерея, конкурси, дитяча та молодіжна програма. Тогорічний фестиваль присвятили 160-річчю від дня народження Івана Франка під девізом «Нам пора для України жить».
У 2015 фестиваль був присвячений 150-річчю від дня народження Митрополита Андрея Шептицького, у 2014 — вшануванню жертв Майдану та підтримці бійців на сході України.

## Локації
Основне місце проведення фестивалю — районний Палац культури, де організовуються виставки-продажі книжок, спілкування з авторами, автограф-дарунки.
Напередодні делегації письменників відвідують бібліотеки та школи району.

## Організаторка фестивалю
Хомчак Любов Миколаївна (народилася на Миколаївщині Львівської області — померла у вересні 2020) була директоркою книгарні «Книжковий дворик» у Львові на вул. Винниченка, 4, головою ГО «Книжкова толока». 
Закінчила політехнічний технікум, працювала у Львові. Понад 10 років у Миколаєві організовувала «Книжкову толоку».